# موثوني غاتيشا
موثوني غاتيشا (بالإنجليزية: Muthoni Gathecha)‏، هي مُمثلة كينية.

## حياتها المبكرة
وُلدت موثوني غاتيشا في 8 أبريل 1962 في نيروبي عاصمة كينيا. اشتغلت لمُدة كأستاذة ومُديرة إدارية في جامعة كينياتا.

## أعمالها
| السنة         | عُنوان العمل بالعربية | العُنوان الأصلي للعمل | الشخصية      | الدور                    | مراجع |
| ------------- | -------------------- | -------------------- | ------------ | ------------------------ | ----- |
| 2013          |                      | Kona                 | آريا أويانجي | دور البطولة              | [ 2 ] |
| 2014-15       |                      | Pray and Prey        | مارغريت      | الخصم الرئيسي في المٌسلسل | [ 3 ] |
| 2015–حتى الآن |                      | Skandals kibao       | ماما         | دور البطولة              |       |
| 2015–حتى الآن |                      | Mama digital         | ماما ديجيتال | دور البطولة              |       |

## روابط خارجية
موثوني غاتيشا على موقع IMDb (الإنجليزية)